# Tony Moore

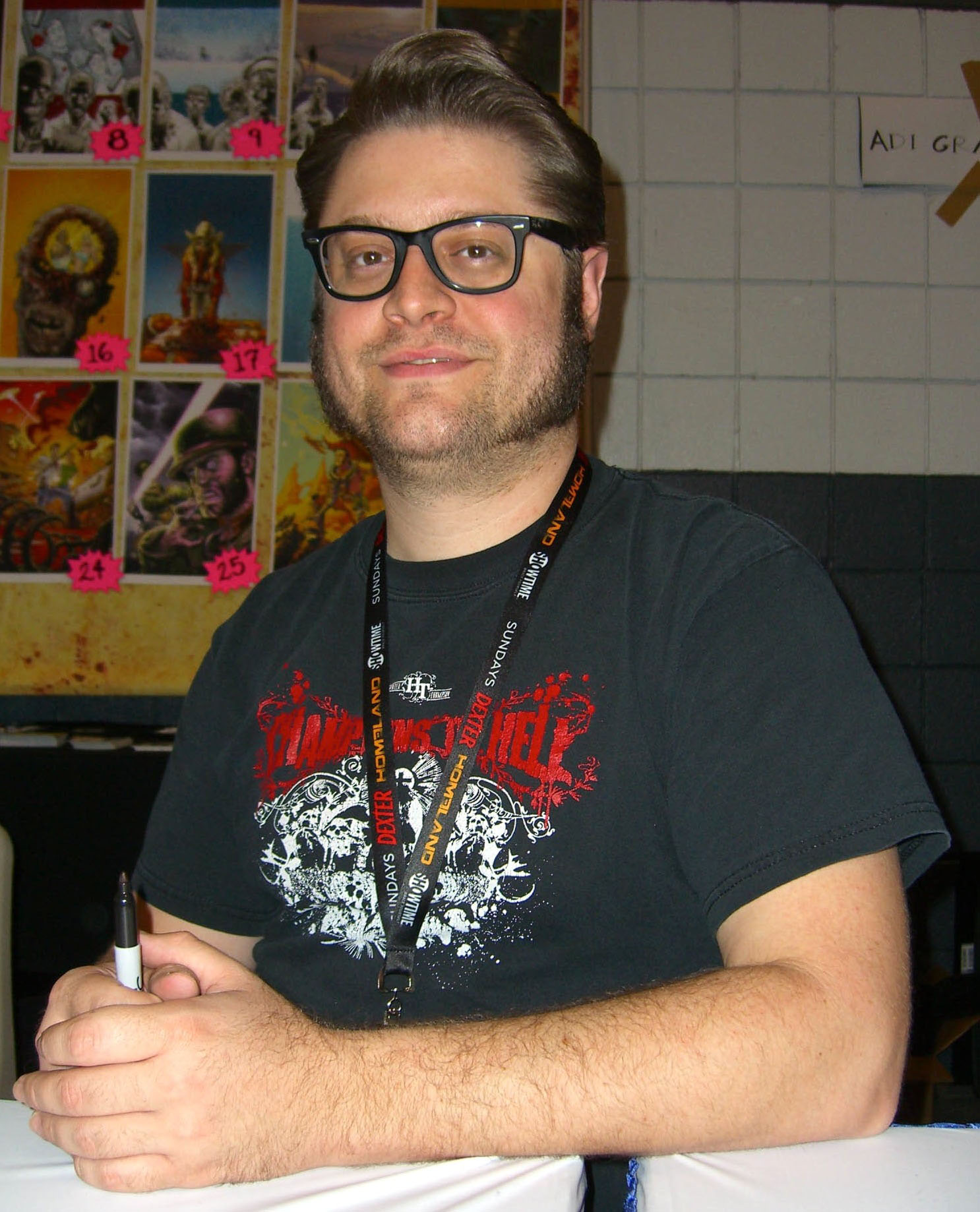
Tony Moore auf der Comic-Con 2011 in New York

Michael Anthony „Tony“ Moore (* 20. Dezember 1978 in Lexington, Kentucky) ist ein US-amerikanischer Comiczeichner, dessen Werke hauptsächlich den Genres Science-Fiction und Horror angehören. Bekanntheit erlangte er vor allem durch seine Zeichnungen in den Comics Fear Agent, The Exterminators und insbesondere durch seine Zeichnungen in den ersten sechs Ausgaben von The Walking Dead.

## Leben und Wirken
Moore studierte Zeichnen, Malerei und Drucktechnik an der University of Louisville. Während dieser Zeit arbeitete er gemeinsam mit Comicautor Robert Kirkman, den er bereits seit seiner Kindheit kennt, an der Comicserie Battle Pope. Als das Duo ein Angebot für die Produktion des von Mattel lizenzierten Masters of the Universe erhielt, verließ er die Universität ohne Studienabschluss, um seiner Arbeit als Comiczeichner nachzugehen. Kurze Zeit später veröffentlichten Moore und Kirkman die Comics Brit und The Walking Dead im Comicverlag Image. Für The Walking Dead zeichnete er die ersten sechs Hefte und darüber hinaus die Cover bis einschließlich zur 24. Ausgabe. Für seine Arbeit an dieser Serie wurde er in den Kategorien „Beste neue Serie“ und „Bester Coverzeichner“ für den Eisner Award nominiert.
Wegen der steigenden Popularität des Comics, der maßgeblich von der Adaption in Form einer gleichnamigen Fernsehserie profitierte, stieg der Wert der Zeichnungen Moores für die ersten Ausgaben von The Walking Dead rapide an. In der im März 2013 erschienen Episode der britischen Reality-Show VH1 For What It's Worth wurde der Wert von Moores künstlerischen Arbeiten auf Seite 7 der ersten Ausgabe der Comicserie von Experten auf $20.000 geschätzt.
2005 widmete er sich seinen eigenen Comicserien The Exterminators, die er mit Simon Oliver erfand und im DC-Verlag beziehungsweise im DC-Imprint Vertigo veröffentlichte, und Fear Agent, die er mit Rick Remender ins Leben rief und im Dark Horse Verlag publizierte. Des Weiteren zeichnete er für mehrere Comicserien die Titelbilder, darunter Claudio Sanchez's The Amory Wars und Rob Zombies Spookshow International. Außerdem arbeitete er von 2010 bis 2011 an Marvels Ghost Rider und Punisher. Ferner zeichnete er von 2011 bis 2012 Marvels Venom-Serie, die ebenfalls von Remender geschrieben wurde.

## Klage gegen Robert Kirkman
Am 9. Februar 2012 reichte Moore eine Klage gegen seinen früheren Arbeitskollegen und Autoren ihres gemeinsamen Comics The Walking Dead Robert Kirkman ein, in der er angab, dieser habe ihn in betrügerischer Absicht manipuliert, zur Beendigung der Arbeit gedrängt und zur Abgabe seiner Rechte für die Comicserie – und schließlich auch für die daraus entstandene Fernsehserie – überredet. Die ihm versprochenen Zahlungen wären hierbei nie durchgeführt worden. Diese Anklage entstand, nachdem Kirkman in einer Episode des Q&A Nerdist Podcast auf die Frage, wie man am besten einen Zeichner finde, der seine Geschichten illustriere, ironisch antwortete, dass dies am besten „in hinterlistiger und betrügerischer Absicht“ („trickery and deceit“) geschehe. Im Anschluss erläuterte er, wie schade es sei, dass viele Zeichner von Autoren über den Tisch gezogen würden.
Moores Anwalt Devin McRae legte diesen Witz aber anders aus: Er beteuerte, dass dahinter „bei allem Humor etwas Wahres stecke“ („in all humor there’'s truth“) und dass er denke, dass „Herr Kirkman eindeutig aus Erfahrung“ spreche („Mr. Kirkman is clearly speaking from experience“). Kirkman nannte die Anzeige lächerlich („ridiculous“) und erwiderte, sie hätten vor sieben Jahren beide juristischen Beistand gehabt („We each had legal representation seven years ago“) und nun würde er denselben Vertrag, den er initiierte und dem er zustimmte, verletzen („he is violating the same contract he initiated and approved“) und warf ihm vor, er wolle „das ihm bisher und auch in Zukunft gezahlte Entgelt für die Arbeit, für die er eingestellt wurde, falsch darstellen“ („he wants to misrepresent the fees he was paid and continues to be paid for the work he was hired to do“).
Schließlich reichte Kirkman gegen Moore eine Gegenklage ein. Am 24. September 2012 erklärten sie in einer gemeinsamen Stellungnahme, sich freundschaftlich geeinigt zu haben („they have reached an amicable agreement“) und „den Konflikt zur beidseitigen Zufriedenheit als erledigt“ („all parties have settled the entire matter to everyone's mutual satisfaction“).

## Werke

### Comicserien
- 2000–2002: Battle Pope (#1–5, 8, 10–13)
- 2002: Kieron Dwyer's LCD
- 2002: 9–11 Volume 1: "Untitled"
- 2003: Masters of the Universe: Icons of Evil — Beastman
- 2003: Brit
  - 2003: Brit
  - 2003: Brit Cold Death
- 2003–2004: The Walking Dead (#1–6)
- 2005: Western Tales of Terror #5: "Know When to Hold 'Em"
- 2005–2011: Fear Agent
  - 2005–2006: Re-Ignition (#1–4)
  - 2007: Fear Agent: The Last Goodbye (#1–4)
  - 2008–2009: I Against I (#22–27)
  - 2010–2011: Out of Step (#28–32)
- 2006: 24Seven Volume 1: "Fear and Loathing in NYC"
- 2006–2008: The Exterminators (#1–7, 9–10, 13–14, 24–25, 28–30)
- 2007: The Goon: Noir #3: "The Honey Pot"
- 2007–2008: XXXombies (#1–4)
- 2009: Ghost Rider #33–35: "Trials & Tribulations"
- 2010: Punisher (#11–14, 16, 19–20)
- 2011–2012: Venom (#1–2, 4–5, 13–14)
- 2012–2013: Deadpool (#1–6)

### Coverzeichnungen
- 2004: Rob Zombie's Spookshow International (#7)
- 2004–2005: The Walking Dead (#7–24)
- 2004: Tales from the Bully Pulpit
- 2004: Western Tales of Terror (#1)
- 2005–2006: Sea of Red (#1–3, 8–10)
- 2005: Battle Hymn (#5)
- 2006–2007: Fear Agent (#5–11)
- 2006: Army of Darkness (#8)
- 2006: The Last Christmas (#5)
- 2007–2008: The Amory Wars v1 (#1–5)
- 2007: Pilot Season: Ripclaw
- 2007: Tales of the Fear Agent: Twelve Steps in One (#1)
- 2008: Ghost Rider (#18)
- 2008: Fear Agent (#21)
- 2008: The Amory Wars v2 (#1–5)
- 2009: Deadpool: Merc With a Mouth (#2)
- 2010: Victorian Undead (#1)
- 2011: Key of Z (#1)
- 2011–2012: Venom (#6–8, 10–12, 15, 18–19, 21–22)
- 2013: American Vampire: The Long Road to Hell (#1)

(Quelle: )

## Filmografie
- 2008: Nerdcore Rising (Dokumentarfilm)